# Matej Mamić
Matej Mamić (Duvno, 13 gennaio 1975) è un ex cestista, allenatore di pallacanestro e dirigente sportivo croato.

## Carriera
Con la Croazia ha disputato tre edizioni dei Campionati europei (2001, 2003, 2005).

## Palmarès

### Giocatore
- Coppa di Croazia: 3

Spalato: 1997
Cibona Zagabria: 2001, 2002
- Coppa di Germania: 1

Alba Berlino: 2006